# Aldealpozo

Aldealpozo v rámci provincie Soria

Aldealpozo je španělské město v autonomním společenství Kastilie a León v provincii Soria. V roce 2016 v ní žilo 19 obyvatel. Název vesnice (z aldea – vesnice a pozo – studna) odkazuje na blízkost hluboké studně. V obci se nachází kostel sv. Jana Křtitele.